# Fundació Elena Barraquer
La Fundació Elena Barraquer és una organització sense ànim de lucre creada el juny del 2017 per iniciativa d'Elena Barraquer, l'objectiu de la qual és facilitar l'assistència oftalmològica a persones sense recursos, bé directament o a través d'altres institucions i/o ONGs, per poder lluitar contra la ceguesa evitable, causada per les cataractes, a països en vies de desenvolupament.
Des de la seva creació el 2017 fins a finals del 2022, la Fundació Elena Barraquer havia realitzat més de 40 expedicions i 5.000 intervencions a països com Níger, Cap Verd, Guinea Conakry, Ghana, Argentina, El Salvador, Moçambic, Angola, Marroc, Uganda, Zimbàbue, Sierra Leone o Kenya.